# Borujerd
Borujerd este un oraș din Iran.